# エルパソ郡 (テキサス州)
エルパソ郡（エルパソぐん、英: El Paso County）は、アメリカ合衆国テキサス州の最西端に位置する郡である。西テキサスのトランス・ペコス地域を構成する9の郡の1つである。人口は86万5657人（2020年）。郡庁所在地はエルパソであり、同郡で人口最大の都市である。「エルパソ」とはスペイン語で「峠」意味しており、郡名はリオ・グランデ川が両岸にある山地を抜ける時に造った峠にちなんで名付けられた。
エルパソ郡は東に隣接するハズペス郡と共にエルパソ大都市圏を構成している。テキサス州ではこれらの2郡のみが山岳部標準時を採用している。

## 地理

### 隣接する郡と自治体
- ドニャアナ郡 (ニューメキシコ州) - 西、北西
- オテロ郡 (ニューメキシコ州) - 北東
- ハズペス郡 - 東
- メキシコ、チワワ州グアダルーペ - 南
- メキシコ、チワワ州フアレス - 南西
- メキシコ、チワワ州プラクセディス・G・ゲレロ - 南東

### 国立保護地域
- シャミザル国立保護区
- カミノ・レアル・デ・ティエラ・アデントロ国立歴史道（部分）

## 人口動態
以下は2000年の国勢調査による人口統計データである。
| 基礎データ - 人口: 679,622人 - 世帯数: 210,022 世帯 - 家族数: 166,127 家族 - 人口密度: 259人/km2（671人/mi2） - 住居数: 224,447軒 - 住居密度: 86軒/km2（222軒/mi2） 人種別人口構成 - 白人: 73.95% - アフリカン・アメリカン: 3.06% - ネイティブ・アメリカン: 0.82% - アジア人: 0.98% - 太平洋諸島系: 0.10% - その他の人種: 17.91% - 混血: 3.19% - ヒスパニック・ラテン系: 78.23% 年齢別人口構成 - 18歳未満: 32.0% - 18-24歳: 10.6% - 25-44歳: 29.3% - 45-64歳: 18.4% - 65歳以上: 9.7% - 年齢の中央値: 30歳 - 性比（女性100人あたり男性の人口） - 総人口: 93.2 - 18歳以上: 88.7 | 世帯と家族（対世帯数） - 18歳未満の子供がいる: 44.9% - 結婚・同居している夫婦: 56.7% - 未婚・離婚・死別女性が世帯主: 18.0% - 非家族世帯: 20.9% - 単身世帯: 17.8% - 65歳以上の老人1人暮らし: 6.7% - 平均構成人数 - 世帯: 3.18人 - 家族: 3.63人 収入と家計 - 収入の中央値 - 世帯: 31,051米ドル - 家族: 33,410米ドル - 性別 - 男性: 26,882米ドル - 女性: 20,722米ドル - 人口1人あたり収入: 13,421米ドル - 貧困線以下 - 対人口: 23.8% - 対家族数: 20.5% - 18歳未満: 31.5% - 65歳以上: 18.5% |

## 政治
エルパソ郡は、アメリカ合衆国下院議員のテキサス州第16選挙区にその大半が入っており、2012年時点では民主党議員を送り出している。郡東部の小部分が第23選挙区に入っており、こちらは共和党員が代表になっている。ラテン系住民が多いこともあって昔から民主党支持であり、2008年大統領選挙でも同様だった。民主党候補のバラク・オバマが郡内総投票数の66％、121,589 票を獲得したが、テキサス州では約946,000票差で敗れた。共和党候補のジョン・マケインはエルパソ郡の33％、61,598票を得た。2004年の場合も民主党のジョン・ケリーがエルパソ郡を制したが、オバマよりは少なく、56％、95,142票だった。共和党候補のジョージ・W・ブッシュは43％、73,261票を獲得した。
エルパソ郡の保安官事務所は郡内の未編入領域にある。昔はエルパソ市内にあった。レオ・サマニエゴ法執行事務所が保安官事務所に隣接してある。

## 都市と町
- エルパソ - 郡庁所在地
- ホライズンシティ
- ソコロ

### 町
- アンソニー
- クリント

### 村
- ビントン

### 未編入の町
| - アグアドゥルセ - バターフィールド - カヌティリョ - ファベンス | - フォートブリス - ホムステッドメドウズノース - ホムステッドメドウズサウス - モーニンググローリー | - ニューマン - プラドベルデ - サンエリザリオ - スパークス | - トルニリョ - ウェストウェイ |